# Molen van Medael
De Molen van Medael is een voormalige watermolen te Homburg in de Belgische gemeente Plombières in de provincie Luik.
De watermolen was gelegen op de Gulp en had voor de aandrijving een bovenslagrad. Stroomafwaarts lag de Molen van Obsinnich te Obsinnich tussen Teuven en Remersdaal. Stroomopwaarts lag de Gulpermolen ook bij Homburg.
De molen was in gebruik als korenmolen.

## Geschiedenis
Voor 1800 moet de molen reeds zijn gebouwd.
De molen is gerenoveerd en doet tegenwoordig dienst als vakantieverblijfplaats.